# L'uomo che possedeva il mondo
L'uomo che possedeva il mondo (The Man Who Owned the World o anche He Owned the World) è un romanzo fantascientifico postapocalittico del 1961 scritto da Charles Eric Maine. È stato pubblicato in italiano nel 1962 dalla Mondadori per la collana fantascientifica Urania.

## Trama
L'astronauta britannico Robert Carson muore durante una missione spaziale nel tentativo di raggiungere la Luna durante la corsa allo spazio. Il suo razzo, il Wanderer II, ha un guasto e finisce nell'orbita sbagliata, condannandolo ad una lenta agonia. Prima di morire però, Carson registra i suoi ultimi pensieri per lasciare una testimonianza ai posteri. Il mondo lo celebra quindi come un eroe e a Londra viene eretto un mausoleo in suo onore, dove il suo corpo riposa in una bara trasparente.
8000 anni dopo, Carson si risveglia su Marte, riportato in vita dagli scienziati marziani, discendenti dei terrestri. Il pianeta è stato colonizzato ed è più avanzato tecnologicamente e culturalmente della Terra, ora un mondo frammentato e decaduto. Tuttavia, a differenza degli umani di una volta, i marziani non provano più emozioni come la compassione e si ritengono superiori ai terrestri. I marziani ritengono che la morte sia un "male curabile" ma il motivo per cui hanno ricreato biologicamente l'antico astronauta è tutt'altro che altruistico: grazie a una fondazione creata in suo nome e a un fondo fiduciario cresciuto nei millenni, Carson è diventato il legittimo "proprietario" della Terra, priva di un governo e di coesione, dove peraltro giace ancora il suo corpo in una teca. Il luogo dove una volta sorgeva Londra è stato reso irriconoscibile dal tempo e dalle guerre atomiche, mentre la superficie terrestre è desolata e abitata da mutanti, mentre gli esseri umani ancora "sani" vivono nel sottosuolo. L'idea marziana è quella di assoggettare la Terra senza doverla invadere tramite Carson, legale possessore dell'intero pianeta, ma lui sviluppa una coscienza autonoma e mette in discussione il concetto stesso di possedere un mondo, con una critica profonda alla logica del dominio e alla decadenza della civiltà terrestre.

## Edizioni
- Charles Eric Maine e Andreina Negretti, L'uomo che possedeva il mondo, Mondadori, 1962.
- Charles Eric Maine, L'uomo che possedeva il mondo, Arnoldo Mondadori Editore, 1974.
- Eric Charles Maine, L'uomo che possedeva il mondo, Milano, Mondadori (Urania), 2022, ISBN 9788835715900.